# Giovanni Battista Alberoni
Pour les articles homonymes, voir Alberoni.
Giovanni Battista Alberoni, né à Bologne le 31 mars 1703 et mort le 31 décembre 1784 dans la même ville, est un peintre, graveur et scénographe baroque italien, actif à Bologne et à Turin dans le style de la quadratura.

## Biographie
Giovanni Battista Alberoni naît à Bologne en 1703. Il devient élève de Ferdinando Galli da Bibiena et reçoit des prix d'architecture à l'académie des sciences de l'institut de Bologne en 1727 et 1729,. Il travaille pendant 22 ans à la cour de Turin en tant que graveur et peintre de scènes théâtrales au Théâtre royal, en plus d'être peintre de Quadratura au Palais royal. Il travaille dans d'autres parties du Piémont et collabore notamment avec Giovanni Battista Crosato (it). Il est rappelé à Bologne par le sénateur Segni pour décorer la voûte du grand hall de son palais, devenu plus tard le palazzo Facchini.
Il devient membre de l'Accademia Clementina vers 1762 et est élu prince en 1780,. Il meurt en 1784 dans sa ville natale, à 81 ans, ou 82 ans, selon Girolamo Bianconi. Il eut comme élève Mauro Braccioli.

## Œuvres
Selon Oretti, il a peint le dôme dans l'église des père cisterciens d'après le dessin de Giuseppe Bibiena et y grave sur cuivre les dessins de Ferdinando da Bibiena. À l'église San Giacomo Maggiore de Bologne, il décore avec des ornements la chapelle Santa Rita da Cascia,. D'autres œuvres se trouveraient à Rovigo, Modène et dans d'autres villes de la région.